# 11826 Yurijgromov
11826 Yurijgromov este un asteroid din centura principală de asteroizi.

## Descriere
11826 Yurijgromov este un asteroid din centura principală de asteroizi. A fost descoperit pe 25 octombrie 1982 la Observatorul de Astrofizică din Crimeea de Liudmila Juravliova. Asteroidul prezintă o orbită caracterizată de o semiaxă mare de 3,18 ua, o excentricitate de 0,20 și o înclinație de 1,7° în raport cu ecliptica.